# Liste der Geotope im Landkreis Emsland
Die Liste der Geotope im Landkreis Emsland nennt die Geotope im Landkreis Emsland in Niedersachsen. Einige dieser Geotope stehen zugleich als Naturdenkmal (ND), Landschaftsschutzgebiet (LSG), Naturschutzgebiet (NSG) oder Teil von diesen unter Schutz.
| Geotop-Nr. | Bezeichnung                                            | Ort                                                        | Bemerkung | Koordinaten                     | Bild           |
| ---------- | ------------------------------------------------------ | ---------------------------------------------------------- | --- | ------------------------------- | -------------- |
| 2909/01    | Dünenaufschluß mit Eisenhumuspodsolen                  | 1,5 km W Borsum in Borsumer Bergen.                        | Geotoptyp: Richtprofil. Länge 100 m, Höhe 5 m. Stratigraphie: Quartär-Holozän. Petrographie: Nordrand Steilhang mit verrutschter Basis, Aufgeschlossen sind drei Eisenpodsole, z. T. in diskordanter Lagerung.                                                                                             | 53° 2′ 8,9″ N, 7° 16′ 0,1″ O    |                |
| 2909/02    | Dünengebiete                                           | 1,5 km N Aschendorf 300–400 m E Straße nach Tunxdorf.      | Geotoptyp: Dünengebiet. 2 Gebiete, überwiegend flächere Dünen, das NE Gebiet besitzt einige Schlatts. Höhe 5 m. Stratigraphie: Quartär-Holozän. Petrographie: Nordrand Steilhang mit verrutschter Basis, Aufgeschlossen sind drei Eisenpodsole, z. T. in diskordanter Lagerung. Naturschutzgebiet NSG-OS 1 | 53° 3′ 43,2″ N, 7° 19′ 48″ O    |                |
| 3210/01    | NSG "Auf Troendoj". Schlatt, Hochmoor bis Zwischenmoor | ca. 1,5 km SW Westerloh.                                   | Geotoptypen: Moorschlatt, Hochmoor. Größe 4,6 ha. Naturschutzgebiet NSG WE 151 "Auf Troendoj" | 52° 43′ 33,2″ N, 7° 28′ 18,1″ O |                |
| 3210/02    | NSG "Hase-Insel und Hase-Altarm"                       | ca. 2,5 km ONO Bokeloh.                                    | Geotoptypen: Altwasser, Aue. Größe 13,6 ha. Naturschutzgebiet NSG WE 036 "Hase-Insel und Hase-Altarm" | 52° 41′ 56″ N, 7° 22′ 52,7″ O   |                |
| 3310/04    | See                                                    | ca. 7 km SSE Haselünne.                                    | Geotoptyp: See. Länge 200 m, rundliche Form. Größe 50 000 m². Petrographie: Toteisbildung. Naturschutzgebiet NSG WE 055 "Lechtegoor" | 52° 36′ 40″ N, 7° 29′ 56″ O     | weitere Bilder |
| 3410/01    | Findling                                               | 1 km S Lingen, Staatsforst Laxter Sand, Jg. 183.           | Geotoptyp: Findling. Länge 2,2 m, Breite 1,8 m, Höhe 1,1 m. Stratigraphie: Quartär-Pleistozän, Saale-Kaltzeit. Petrographie: Granit, rötlich, runde Kanten. Naturdenkmal ND LIN-S 7. | 52° 30′ 4,3″ N, 7° 20′ 20,4″ O  |                |
| 2909/02    | Dünengebiete                                           | 5 km W Lünne zwischen Ems-Niederung und Dortmund-Emskanal. | Geotoptyp: Dünengebiet. Dünengebiet mit stellenweise starker Reliefenergie, Dünen bis zu 8 m hoch, verschiedene Streichrichtungen. Durchmesser ca. 3000 m. Stratigraphie: Quartär-Holozän. Im Landschaftsschutzgebiet LSG EL 23.                                                                           | 52° 25′ 19,2″ N, 7° 20′ 42″ O   |                |